# Metropolitano de Kiev
O metrô (português brasileiro) ou metro (português europeu) de Kiev ou Quieve é o sistema de metropolitano que opera na cidade de Kiev, na Ucrânia. Foi a primeira rede de metro desse país e o terceiro a ser construído na União Soviética (depois de Moscovo e São Petersburgo). Transporta diariamente cerca de 1,38 milhões de passageiros. Atualmente o sistema da capital ucraniana tem 52 estações.
A estação mais profunda do mundo, Arsenalna (105,5 m), encontra-se neste sistema.

## História
O planeamento de um sistema de metropolitano na cidade começou em 1916, quando um empresário russo-americano tentou angariar fundos para financiar uma possível rede de metro. Contudo, vários acontecimentos, tal como a Guerra Civil Russa, ditaram um adiamento indefinido para a sua construção. Em 1936, dois anos após a passagem da capital da República Socialista Soviética da Ucrânia de Kharkiv para Kiev, foi proposta novamente a criação do metro de Kiev; em 1938 a ideia foi novamente adiada devido à preparação para a Segunda Guerra Mundial, que se tornou uma prioridade no investimento de capital.
Após a guerra a destruição era muita; foram investidas grandes quantidades de dinheiro para reconstrução e de Kiev, incluindo a construção do metro. 

### Primeira Linha
As obras começaram em agosto de 1949; onze anos mais tarde, em 1960 abriu o primeiro trecho, com 5,2 km de comprimento entre as estações de Vokzalna e Dnipro; esse segmento está hoje em dia integrado na linha Sviatoshynsko-Brovarska. Em 1965 a rede expandiu-se para a outra margem do rio Dniepre.
Além disso, alguns desenvolvimentos foram feitos nas estações antigas. A estação Khreshchatyk  foi aberta com apenas uma saída, enquanto a segunda saída foi construída do verão de 1960 até 4 de setembro de 1965, quando foi inaugurada. Ao ser modernizada, a estação ficou 40 metros mais comprida. A terceira e última saída de Khreshchatyk foi concluída em maio de 1970. 
Uma nova extensão da linha para o leste foi feita em 1968, quando a estação "Komsomolska" foi inaugurada (agora "Chenihivska" estação ) com outra instalação onde os trens poderiam ser consertados. 
Em 23 de agosto de 1972, o bilionésimo passageiro do metrô de Kiev entrou na estação "Arsenalna". O trabalhador da fábrica do "Arsenal" ganhou uma passagem anual como presente.

### Segunda Linha

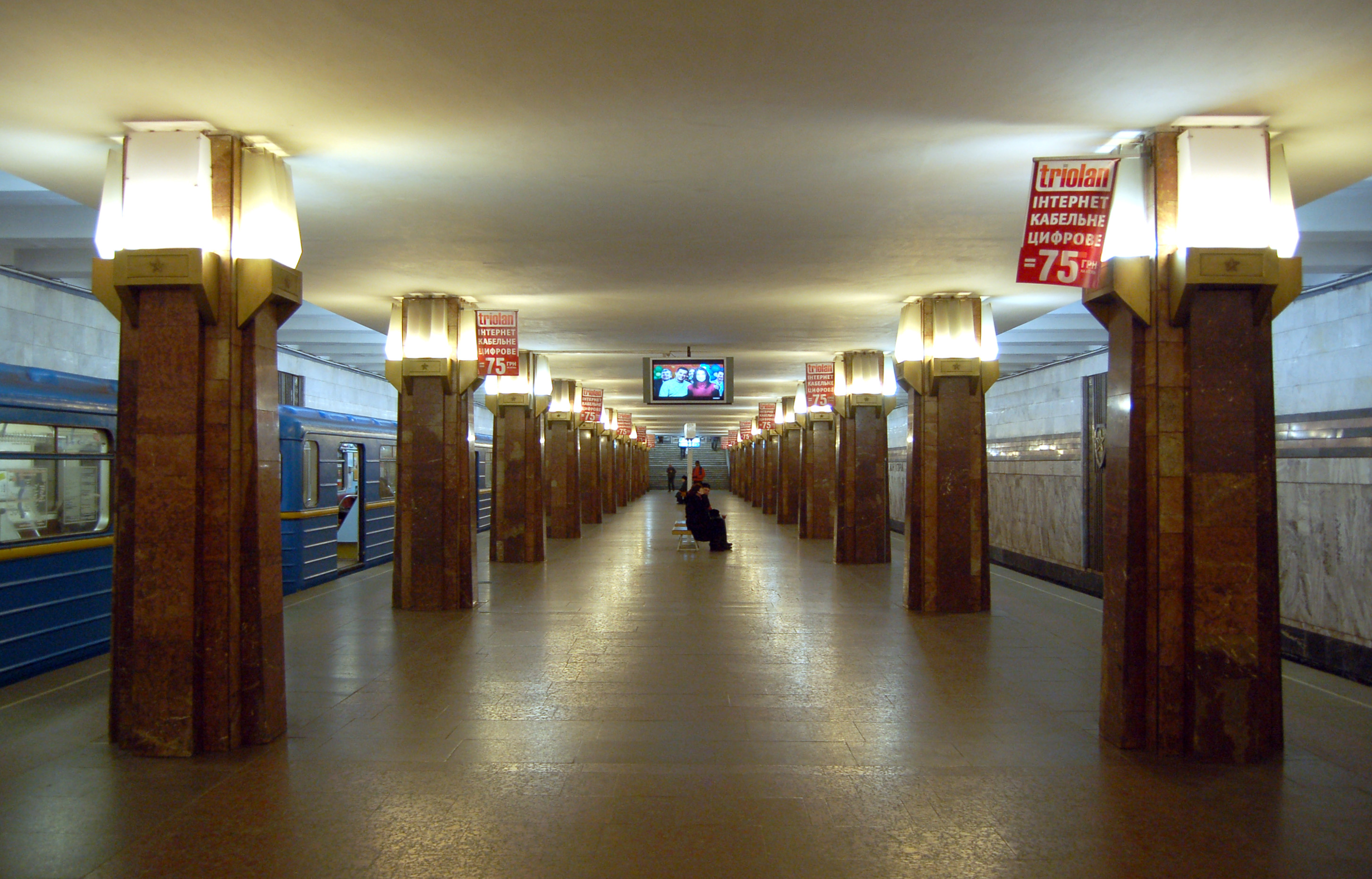
Estação Heroiv Dnipra

A construção da linha Kurenivsko-Chervonoarmiyska iniciou-se em 1970 e as três primeiras estações abriram em 1976, a nova linha foi construída abertamente e as estações não foram construídas profundamente no solo. As consequências foram graves para Podil porque edifícios históricos foram demolidos. Por outro lado, os arqueólogos descobriram uma casa de 600–700 m2 da época do Rus de Kiev sob a Praça Vermelha (agora Praça Kontraktova). A descoberta ajudou os historiadores a conhecer a vida dos habitantes do Podil na Idade Média em uma escala muito mais profunda.
Em 1985, uma nova oficina de reparação de viaturas foi construída, inicialmente chamada de ОМ-2. Após isso, o corredor entre a "Praça da Revolução de Outubro" e "Khreshchatyk" não era capaz de lidar com o fluxo de passageiros, pelo que um segundo corredor foi construído, denominado corredor informalmente "longo", e inaugurado em 3 de dezembro de 1986. No mesmo ano, uma desambiguação para o depósito de Darnytsia foi feita (três trilhos são feitos, dos quais dois são para o tráfego de passageiros, enquanto o terceiro é suposto deixar os trens saírem do depósito).

### Terceira Linha
A construção da terceira linha (chamada Linha Syretsko-Pecherska , eixo noroeste-sudeste) começou em 1981, mas só terminou em 31 de dezembro de 1989, quando era um segmento de 2,1 km, com 3 estações ( "Zoloti vorota" , "Palats sportu" e "Mechnikova" (agora "Klovska" )), sendo os dois primeiros os centros de transferência para outras linhas, enquanto um túnel técnico entre as linhas M2 e M3 partia desta última. Esta conexão permitiu que os trens da linha M3 usassem a garagem "Obolon", até que a linha não ganhasse mais. No entanto, não foi uma abertura total, porque, até 30 de abril de 1990, a saída da estação "Zoloti vorota" só era possível através da estação "Leninska". A saída do terminal norte para a rua Volodymyrska só foi inaugurada em 1º de maio de 1990. 
A última estação da linha verde também estava em construção - "Chervonyi Khutir" , de setembro de 2005, mas nunca poderia ter sido aberta ao público, já que, em abril de 2007, Leonid Chernovetskyi, então prefeito de Kiev , temendo que a estação tem um baixo número de passageiros, alegou que a estação estará sujeita à conservação, já que "animais não andam no subsolo" (ele quis dizer que a estação ficava literalmente na floresta, sem muitos prédios por perto, então não havia pessoas para usar a estação). No entanto, os trabalhos continuaram e, após alguns meses de atraso. Provavelmente foi feito devido às eleições para prefeito em 25 de maio de 2008. No entanto, esta estação ainda tem o menor número de passageiros no metrô de Kiev. Essa foi a última abertura da linha 3.  

## Rede
| Linha   | Linha                   | Cor      | Trajecto                 | Comprimento (Km) | Inauguração   | Número de estações |
| ------- | ----------------------- | -------- | ------------------------ | ---------------- | ------------- | ------------------ |
| Linha 1 | Sviatoshynsko-Brovarska | Vermelho | Akademmistechko ↔ Lisova | 22.65            | 1960          | 18                 |
| Linha 2 | Obolonsko-Teremkivska   | Azul     | Heroiv Dnipra ↔ Teremky  | 20.95            | 1976          | 18                 |
| Linha 3 | Syretsko-Pecherska      | Verde    | Syrets ↔ Chervonyi Hutir | 23.9             | 1989          | 16                 |
| Linha 4 | Podilsko-Vyhurivska     | Amarelo  | Vokzalna II ↔ Rayduzhna  | 20.0 (planejado) | em construção | 15 (planejado)     |

## Arquitetura

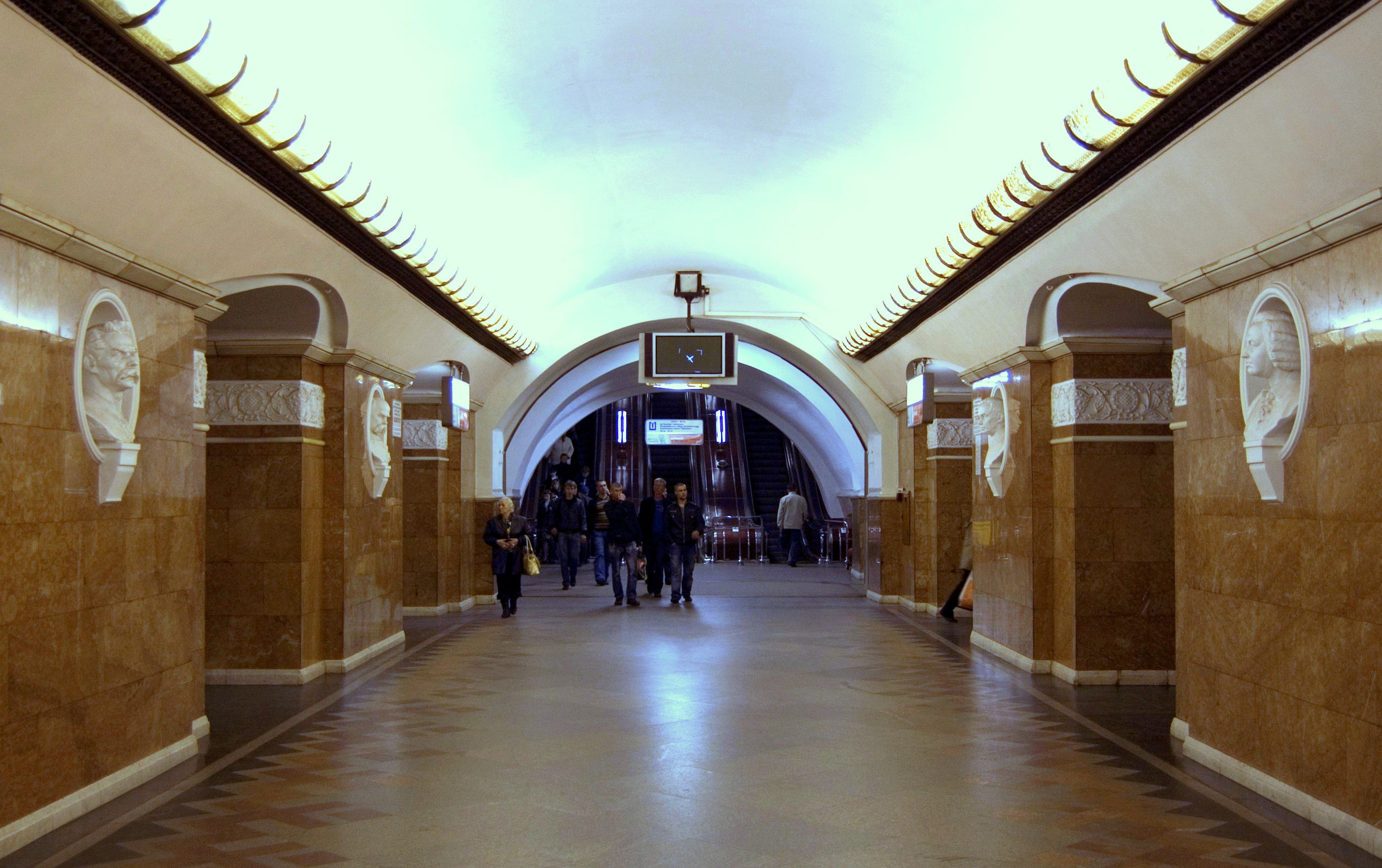
Universytet, uma estação anterior mais ornamentada da década de 1960.

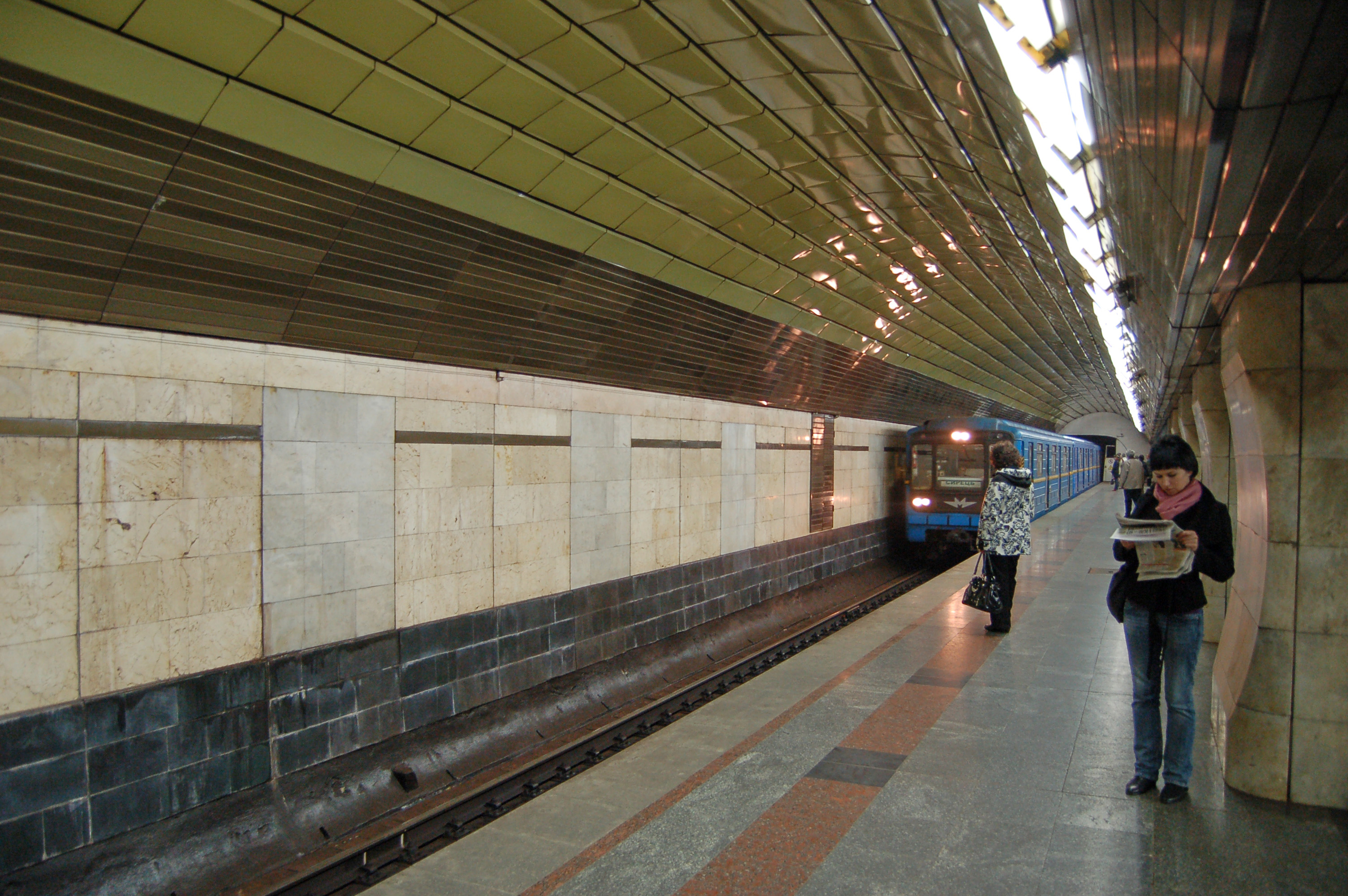
Klovska é um bom exemplo de uma típica estação de metrô de Kiev do final dos anos 1980.

Como todos os sistemas de metrô da ex-União Soviética, conhecidos por suas decorações vivas e coloridas, o de Kiev não é exceção. As estações originais do primeiro estágio são elaboradamente decoradas, mostrando a do pós-guerra arquitetura stalinista combinada com motivos tradicionais ucranianos. Muitos dos primeiros projetos para estações oferecidos no início da década de 1950 estavam repletos de ricos elementos decorativos como mosaicos, ornamentos, baixos-relevos, esculturas e muito mármore . Cada estação deveria ter sua própria forma original. Essas estações deveriam ser construídas em um estilo monumental, como as estações construídas ao longo da década de 1950 em Moscou e Leningrado. Por exemplo, a estação Arsenalna, em vez de um pequeno salão central, deveria ter um amplo salão com esculturas de guerreiros das guerras civis e grandes patrióticas; A estação Vokzalna seria decorada com ornamentos e baixos-relevos em colunas e um grande mapa decorativo do SSR ucraniano , enquanto a estação Politeckhnichniy Institut tinha, em seus primeiros desenhos de projeto, grandes painéis de mosaico representando elementos relacionados às ciências naturais.  

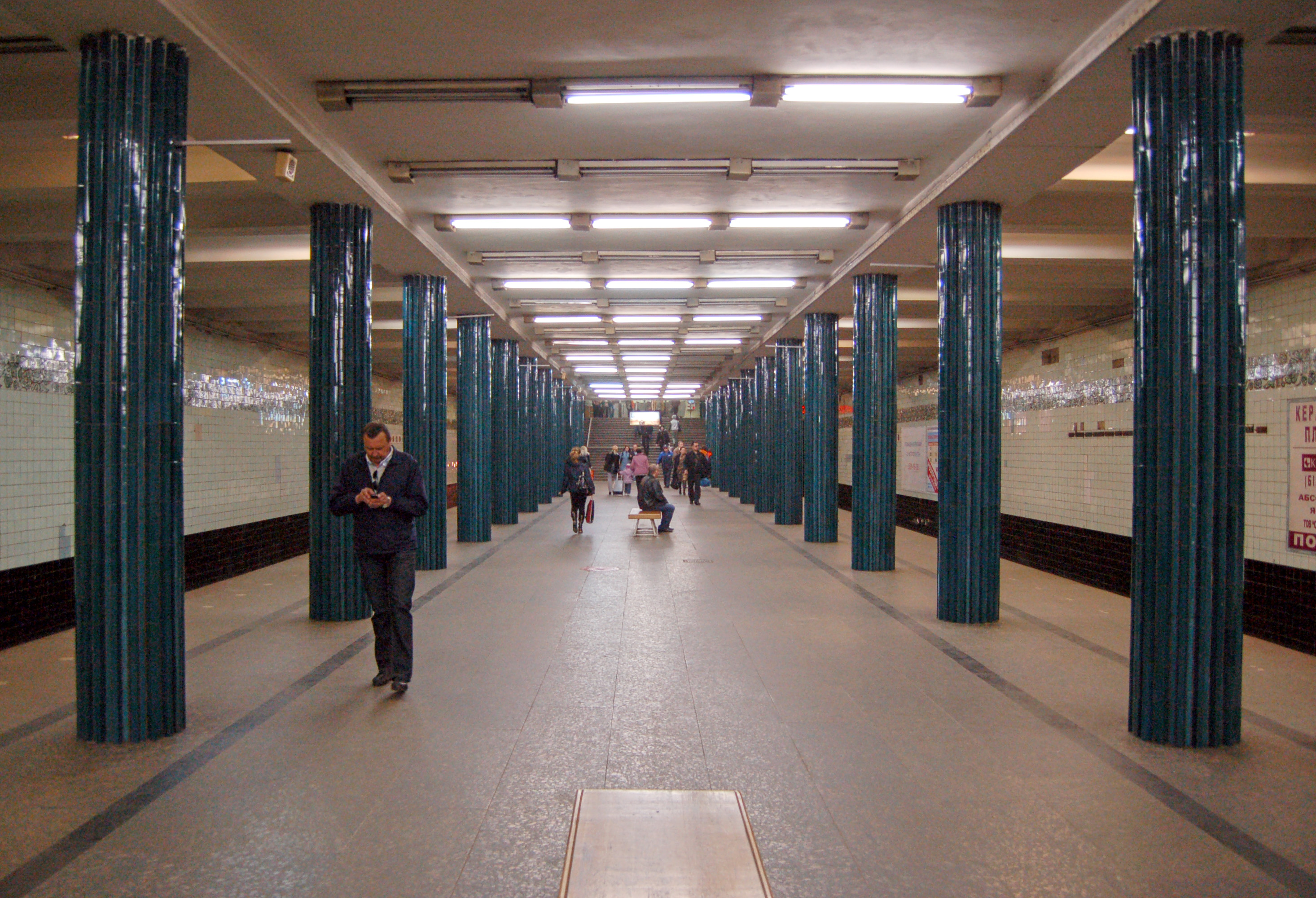
Klovska é um bom exemplo de uma típica estação de metrô de Kiev do final dos anos 1980.

No final da década de 1950, um período de funcionalidade e luta contra as extravagâncias arquitetônicas havia começado na arquitetura soviética; esta ação, propagada por Khrushchev, resultou na perda de muitos projetos exclusivos, com as estações resultantes sendo terminadas com poucas decorações, em comparação com 1952 projetos. A estação Universytet foi, no entanto, objeto de muito menos simplificação do que muitas outras, mantendo seus muitos pilares adornados com bustos de cientistas e escritores famosos. As estações seguintes, inauguradas em 1963, tinham uma aparência acética e rígida. As estações ao ar livre, inauguradas na década de 1960 e, posteriormente, as estações subterrâneas de 1971 foram construídas segundo um projeto primitivo padrão, o chamado sorokonozhka (em russo para centopéia); um nome que surgiu devido aos muitos suportes finos que se encontram em ambos os lados da plataforma. A funcionalidade se tornou o fator mais importante nos designs mais recentes, e as estações construídas naquela época eram quase idênticas em aparência, exceto pelo design dos padrões de azulejos e do material de cobertura dos pilares. Somente na década de 1970 a arquitetura decorativa começou a se recuperar. As estações construídas a partir da década de 1980 apresentam um design mais inovador se comparadas às estações da mesma época em outras cidades da ex-URSS.  
Além disso, algumas das estações mais antigas passaram por atualizações de iluminação e renovação de alguns materiais decorativos. Após a declaração da independência da Ucrânia na sequência da dissolução da União Soviética em 1991, alguns dos símbolos soviéticos originalmente incorporados na decoração foram adaptados aos tempos modernos ou totalmente removidos, alterando a composição arquitetônica dessas estações. Todos esses símbolos soviéticos foram removidos devido às leis de descomunização de 2015.

## Frota

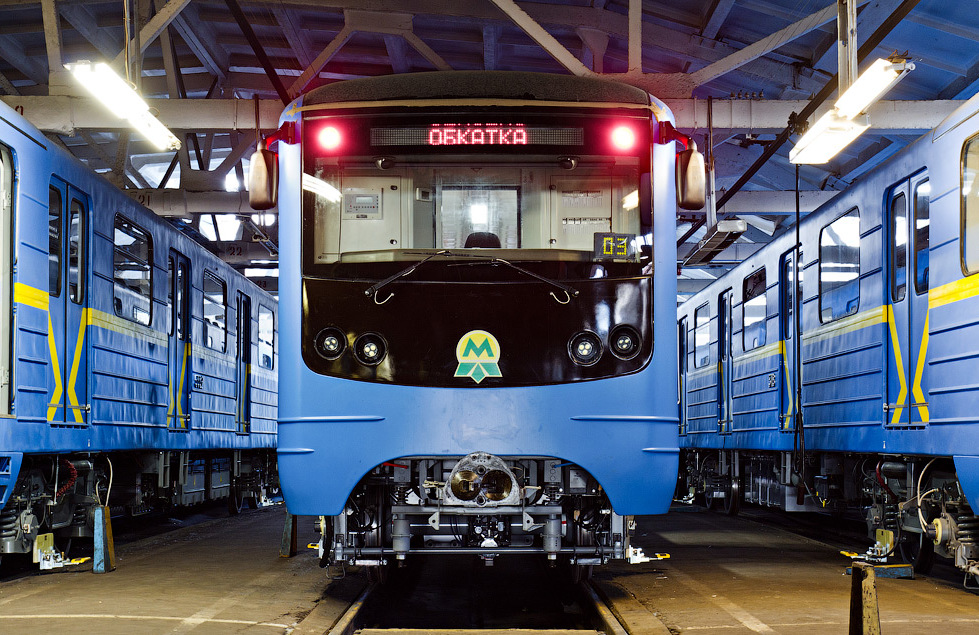
Um trem modernizado Tipo E do metrô de Kiev

Em 2016, havia 824 vagões em operação, com mais 5 sobressalentes. A maioria dos vagões é da era soviética, principalmente das series 81-717 / 714 e alguns trens das séries 'D' e 'E'. O estoque, no entanto, está atualizado. Os trens "Slavutych" começaram a substituir os trens antigos das séries predominantemente 81 / 7021-7022, 81-540.2К / 81-714.5М e 81-7080.

Todos os trens possuem um sistema de áudio, que anuncia as estações e as oportunidades de transferência para outras linhas do metrô. Na estação "Arsenalna", há um edital para museus da região. Além disso, a maioria dos trens mais antigos é equipada com um sistema de informação de vídeo no alto, que fornece informações visuais aos passageiros sobre a estação atual e a próxima e sobre as oportunidades de transferência entre as linhas.